# 燕楼镇
燕楼镇，是中华人民共和国贵州省貴陽市花溪区下辖的一个乡镇级行政单位。
2013年4月25日，贵州省人民政府批复同意撤销燕楼乡，设置燕楼镇，镇人民政府驻燕楼村。

## 行政区划
燕楼镇下辖以下地区：
燕楼村、谷蒙村、旧盘村、槐舟村、坝楼村、思惹村、新井村、嘎多村和摆古村。